# Kula Atlagić
Kula Atlagić je naselje na Hrvaškem, ki upravno spada pod mesto Benkovac Zadrske županije.

## Demografija
| Pregled števila prebivalcev po letih | Pregled števila prebivalcev po letih | Pregled števila prebivalcev po letih | Pregled števila prebivalcev po letih | Pregled števila prebivalcev po letih | Pregled števila prebivalcev po letih | Pregled števila prebivalcev po letih | Pregled števila prebivalcev po letih | Pregled števila prebivalcev po letih | Pregled števila prebivalcev po letih | Pregled števila prebivalcev po letih | Pregled števila prebivalcev po letih | Pregled števila prebivalcev po letih | Pregled števila prebivalcev po letih | Pregled števila prebivalcev po letih |
| ------------------------------------ | ------------------------------------ | ------------------------------------ | ------------------------------------ | ------------------------------------ | ------------------------------------ | ------------------------------------ | ------------------------------------ | ------------------------------------ | ------------------------------------ | ------------------------------------ | ------------------------------------ | ------------------------------------ | ------------------------------------ | ------------------------------------ |
| 1857                                 | 1869                                 | 1880                                 | 1890                                 | 1900                                 | 1910                                 | 1921                                 | 1931                                 | 1948                                 | 1953                                 | 1961                                 | 1971                                 | 1981                                 | 1991                                 | 2001                                 |
| 330                                  | 411                                  | 466                                  | 422                                  | 470                                  | 562                                  | 579                                  | 668                                  | 972                                  | 1039                                 | 1107                                 | 1054                                 | 926                                  | 913                                  | 151                                  |

## Zgodovina
Naselje, ki leži okoli 4,5 km severozahodno od Benkovca se je v srednjem veku imenovalo Tihići. Današnje ime je dobilo po ugledni rodbini turških civilnih in vojaških dostojanstvenikov Atlagićev. V naselju stojita katoliška cerkev sv. Petra, postavljena na ostankih predromanske cerkvice, pravoslavna cerkev sv. Nikole, zgrajene v letih 1444-1446 in ruševine (kule) obrambnega stolpa rodbine Atlagićev.